# ザ・スカルズ/髑髏の誓い
『ザ・スカルズ/髑髏の誓い』（The Skulls）は、ロブ・コーエン監督による2000年のアメリカ合衆国のスリラー映画。
アメリカを裏で牛耳る秘密結社「スカル」と戦う青年ルークを描く。
続編のビデオ映画『ザ・スカルズII/髑髏の紋章』（2002年）、『ザ・スカルズ 秘密結社: 権力の図式』（2004年）も発売された。

## キャスト
| 役名                           | 俳優                         | 日本語吹替 |
| ------------------------------ | ---------------------------- | ---------- |
| ルーク・マクナマラ             | ジョシュア・ジャクソン       | 遠近孝一   |
| ケレブ・マンドレーク           | ポール・ウォーカー           | 渋谷茂     |
| ウィル・ベックフォード         | ヒル・ハーパー               | 浜田賢二   |
| クロエ・ウィットフィールド     | レスリー・ビブ               | 浅野まゆみ |
| マーティン・ロンバード         | クリストファー・マクドナルド | 長克巳     |
| スパロー刑事                   | スティーヴ・ハリス           | 立木文彦   |
| エイムス・レヴェット           | ウィリアム・ピーターセン     | 西村知道   |
| リットン・マンドレーク         | クレイグ・T・ネルソン        | 岡部政明   |
| ジャイソン・ピトケアン         | デヴィッド・アスマン         | 今井朋彦   |
| トラヴィス・ウィーラー         | スコット・ギブソン           | 成田剣     |
| ルパート・ホイットニー博士     | ナイジェル・ベネット         | 千田光男   |
| マクブライド                   | アンドリュー・クラウリス     | 檜山修之   |
| サリヴァン                     | デレク・アースランド         | 岸尾大輔   |
| JJ                             | ジェニファー・メリノ         | 高森奈緒   |
| ヒュー・マウバーソン           | ノア・ダンビー               |            |
| ケレブのアパートにいた女子学生 | マリン・アッカーマン         |            |

- その他日本語吹替：小形満、高橋翔、山門久美、奥田啓人、新垣樽助

## 批評家の反応
Rotten Tomatoesでは85件の批評家レビューで支持率は9%となった。